# Magnesiumgluconat
Magnesiumgluconat, (E 580), C12H22MgO14 ist das Magnesiumsalz der Gluconsäure.

## Herstellung
Magnesiumgluconat kann im Labor aus Magnesiumcarbonat und Gluconsäure hergestellt werden. Es entsteht auch durch elektrochemische Oxidation von D-Glucose in Gegenwart  von Kaliumbromid und Magnesiumsalzen.

## Eigenschaften
Das weiße kristalline Pulver ist nahezu geruchs- und geschmacklos. Es ist gut löslich in Wasser und kristallisiert als Hydrat aus.

## Verwendung
Magnesiumgluconat wird als Nahrungsergänzungsmittel zur ergänzenden Versorgung des menschlichen Stoffwechsels mit Magnesium verwendet und ist gemäß Richtlinie 2002/46/EG für diese Verwendung in der EU zugelassen. Als Arzneimittel können Magnesiumsalze zur Behandlung eines symptomatischen Magnesiummangels zur Anwendung kommen. Magnesiumgluconat-Präparate sind beispielsweise unter den folgenden Markennamen erhältlich: Mag-G, Magonate, Magtrate und Magnerot.
Bei einer zusätzlichen Magnesiumzufuhr ab 300 mg pro Tag kann es zu Durchfällen und Magen-Darm-Beschwerden kommen.